# Грюнвальдська битва
Грюнвальдська битва 1410 року (Битва під Танненбергом 1410, Жальгіріс)  — битва, яка відбулася під час «Великої війни» 1409—1411 років між силами Тевтонського ордену (Civitas Ordinis Theutonici) та об'єднаними військами Королівства Польського й Великого князівства Литовського, Руського і Жемайтійського поблизу сіл Грюнвальд (тоді — Грюнефельде) і Танненберг — нині Стембарк (землі держави Тевтонського ордену, нині територія Польщі) 15 липня 1410 року.

## Чисельність військ
Дані щодо чисельності військ, які брали участь в битві, сильно розходяться.
Польський історик XV-го століття Ян Длугош у роботі «Історія Польщі» зазначає, що втрати лише Тевтонського ордену становили 50 тисяч убитими та 40 тисяч полоненими.
Російський історик Сергій Соловйов у роботі «Історія Росії з давніх часів» вказує таку чисельність військ: Тевтонський орден і союзники — 83 тисячі; Ягайло, Вітовт і союзники — 163 тисячі.
Велика радянська енциклопедія визначає чисельність військ ордену в 27 тис., а чисельність польсько-литовсько-руських військ — 32 тис.
Найдостовірнішими видаються дані, які навів британський військовий історик Стівен Тернбулл: 27 тисяч з боку Тевтонського ордену і 39 тисяч з боку польсько-литовсько-руських військ.

## Військо Тевтонського ордена
Військо Тевтонського ордену очолював Великий Магістр Ульріх фон Юнгінген, воно мало 51 хоругву й загальну чисельність близько 27 тисяч воїнів. Військо складалося з орденських «братів» (близько 250), військ Ордену, ленників — лицарів німецьких, польських, прусського та литовського походження із земель Ордену, загонів єпископів та міст, князя олесницького Конрада Білого та ін. Були представлені «гості Ордену», які билися в хоругві святого Георгія, що складалися в основному із німецьких і французьких лицарів, лицарів із Чехії, Сілезії, Швейцарії, Лівонії, а також найманців із Чехії, Моравії, Сілезії та ін.

## Військо Королівства Польского та Великого князівства Литовського

### Війська Королівства Польського та Королівства Руського

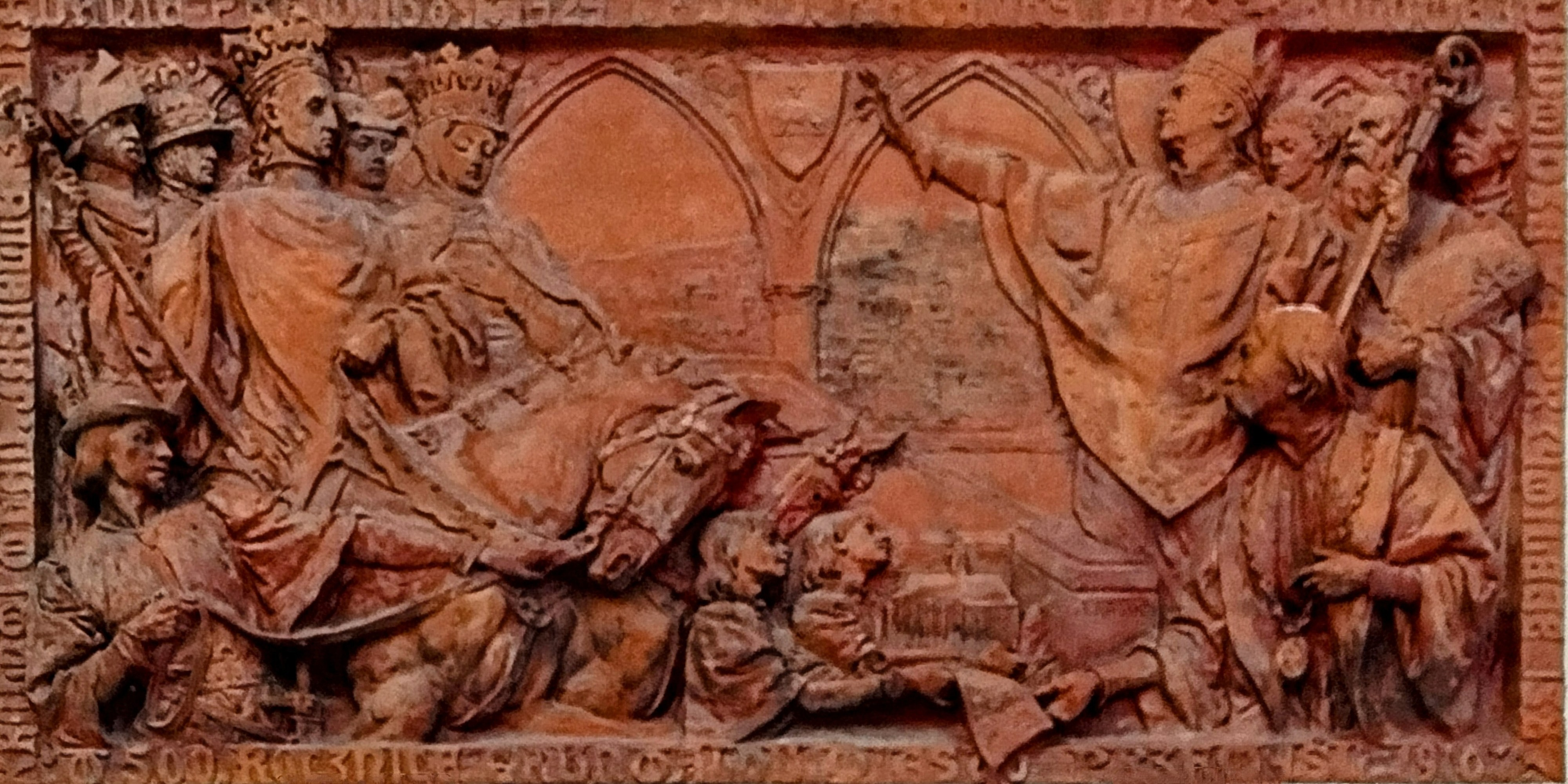
Меморіальна дошка на фасаді Архікафедральної базиліки Успіння Пресвятої Діви Марії та Святого Іоанна Хрестителя в Перемишлі

Війська Королівства Польського та Королівства Руського очолював Король Владислав ІІ Ягайло, воно мало 51 хоругву й загальну чисельність близько 18-20 тисяч воїнів, з них близько 11 тисяч — важкої кавалерії (решта, швидше за все, військова обслуга — обоз). Сучасні історики вважають, що піхоти у війську, очолюваного на момент битви Королем Ягайлом, не було.
Основу війська становили 42 хоругви із земель Королівства Польського та 9 хоругов із земель Королівства Руського, в тому числі: по 1 з Львівської, Холмської, Перемиської, Галицької земель, 3 хоругви з Поділля; власну хоругву виставив Спитко з Тарнова, пан на Ярославі (Перемишльська земля), хоругва з Белза, власники якого в той час були ленниками Корони. У війську, очолюваному Ягайлом, були також 2 хоругви чеських найманців на чолі з Яном Соколом, серед них, можливо, був і Ян Жижка, майбутній вождь таборитів, а також воїни з моравів, силезців. Крім того, був у королівському війську загін, надісланий господарем Молдови — Олександром «Добрим» — ленником короля. До володінь господаря на той час входили і землі Буковини (Шипинська земля).

### Військо Великого князівства Литовського, Руського і Жемайтійського

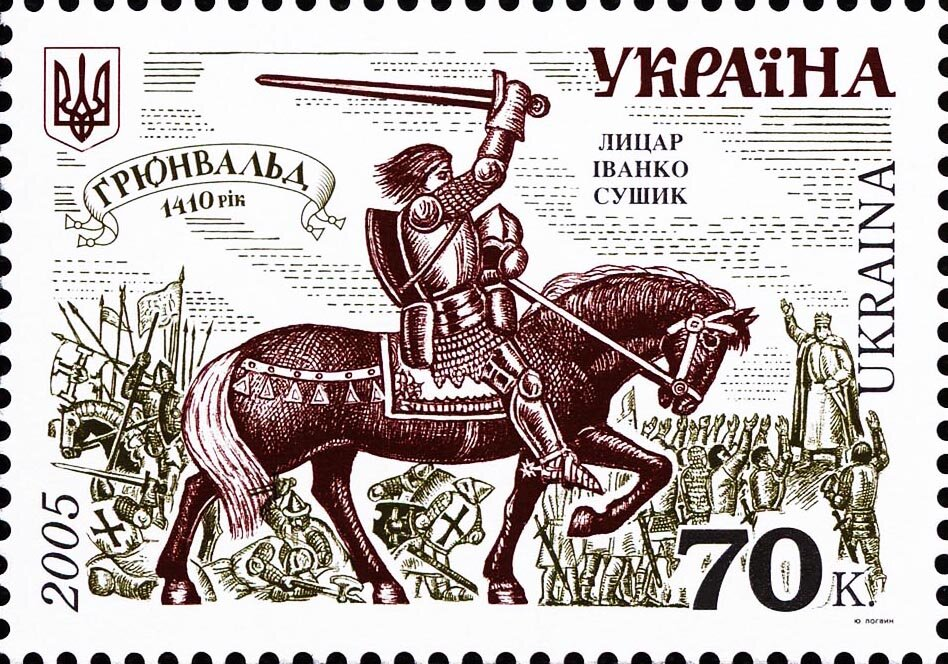
Марка України - Грюнвальдська битва. Лицар Іванко Сушик

Військо Великого князівства Литовського, Руського і Жемайтійського очолював великий князь литовський Вітовт, воно мало 40 корогов і можливу чисельність близько 11-12 тисяч воїнів.
До війська князя Вітовта входили підрозділи з жамойтських, литовських, руських земель, зокрема з Поділля, Києва, Стародуба, Луцька, Володимира, Кременця, Берестя (Бреста), Смоленська. Син удільного Чернігівсько-Сіверського князя Корибута-Дмитра — Сигізмунд Корибутович очолював 51-шу корогву, яка йшла під його власним прапором (гербом «Погоня»), імовірно набрану у волинських володіннях князя. Сам Сигізмунд Корибутович під час битви знаходився у почті короля Ягайла.

### Інші військові з'єднання
На боці союзницьких військ також виступили загони кримських татар числом від 1 до 3 тисяч воїнів (за даними Яна Длугоша, кримских татар було 300), здебільшого вершників, на чолі з ханом Джелал ад-Діном, сином хана Тохтамиша.
| Герб | Назва                         | Походження                                    |
| ---- | ----------------------------- | --------------------------------------------- |
|      | Хоругва перемишльська         | Перемишльська земля                           |
|      | Хоругва холмська              | Холмська земля                                |
|      | Хоругва львівська             | Львівська земля                               |
|      | Хоругва подільська            | Подільська земля                              |
|      | Хоругва галицька              | Галицька земля                                |
|      | хоругви Литви, Погонь червона | Прапор хоругви київської, кременецької та ін. |
|      | хоругви руські                |                                               |

## Підготовка до битви
14 серпня 1409 Великий Магістр Тевтонського ордену Ульріх фон Юнгінген оголосив війну польсько-литовському союзу, але невдовзі запропонував перемир'я, яке мало тривати до заходу сонця 24 червня 1410 року.
13 червня 1410 року, за 11 днів до кінця перемир'я, Ульріх фон Юнгінген надіслав лицарів до короля Ягайла з пропозицією продовжити перемир'я ще на три тижні з тієї причини, що багато лицарів з країн Європи бажають взяти участь у битві. Ягайло прийняв цю пропозицію — його військо також ще не було готове.
26 червня 1410 року польське військо під командуванням короля Владислава II Ягайла виступило з Вольбужа в напрямку Козліва, де король отримав повідомлення, що литовсько-руські війська вже стоять біля річки Нарев.
3 липня 1410 року об'єднані сили польсько-литовсько-руського війська виступили з району Червіньська в напрямку столиці орденських володінь м. Марієнбурга (зараз — Мальборк, Польща), назустріч їм з Марієнбурга вийшло військо Тевтонського ордену під командуванням Великого Магістра ордена Ульріха фон Юнінгена.
14 липня супротивники зустрілись біля озера Лубень, але оскільки в цей час польсько-литовсько-руське військо відпочивало в лісі, військо ордену відійшло на рівнину, щоб зайняти вигіднішу позицію на узліссі, де було встановлено артилерію, а також надати можливість противнику вийти з лісу й вишикуватись до бою. Існує також легенда про два меча. Ця легенда говорить, що в тевтонців був звичай пропонувати противнику скласти зброю, надіславши йому два перехрещені мечі. Цього разу вони вчинили так само. Владислав Ягайло не зрозумів послання і вирушив у бій.

## Хід битви
Битва відбулась у трикутнику між селами Грюнефельде (нині — Грюнвальд), Танненберг (нині — Стембарк) і Людвігсдорф (нині — Лодвигово), площа поля битви становила близько 4 км².
Тевтонські війська вишикувались в дві лінії фронтом близько 2,5 кілометра: на правому фланзі Конрад Ліхтенштейн, на лівому — Фрідріх Валленрод, за ними по центру — Магістр ордена Ульріх фон Юнінген з 16 хоругвами резерву.
Польсько-литовсько-руські війська вишикувались в три лінії фронтом біля 2-2,5 кілометра: на лівому фланзі король Ягайло з 51 корогвою (40 польських, 9 руських, 2 корогви найманців з Чехії та інших місць), на правому фланзі князь Вітовт з 40 литовсько-руськими корогвами і кримською кіннотою.
Розпочали битву кримська кіннота і перша лінія литовсько-руських сил, які атакували праве крило орденських військ: «Потым вдарено в котлы, в сурмы и зараз литва з татарами з великою прудкостю скочили на нѣмци и сточили з ними битву, же конь об коня боком отирался».
Лицарі Валленрода відбили цей напад і самі перейшли в контрнаступ, переслідуючи кримську і литовську кінноту. За одним з описів битви вони потрапили в засідку: «поляцы тож з кролем своим, припавши, взяли нѣмцов на палаши, a потым навели нѣмцов на свои гарматы, навевши роскочилися, a тут зараз з гармат дано огню, где зараз нѣмцов килка тысячий полегло. Еднак же нѣмцы, того не уважаючи, шли ослѣп на поляки и литву». За іншим джерелом: « коли забажали повернутися, відрізані від своїх корогов та людей людьми короля, що їх корогви напряму від крил прорізали, були або схоплені або порубані мечами. Ті ж, що стояли з лівого боку від тих, що були відрізані, лишилися живі та повернулися до своїх людей від військ супротивника і, знову об'єднавшись, зійшлися з великою корогвою кастеляна Краківського, воєводи сандомирського, землі Велюнської, землі Галицької і багаточислельними іншими корогвами. У цій сутичці розпалився дуже жорстокий бій, і тому тоді багато хто загинув…» Атака резервних корогов на чолі з Великим магістром не досягла мети і частина орденського війська опинилося в оточенні польських і литовських військ. Решта спробувала захищатися у таборі, який було захоплено після жорстокого бою.
Битва тривала близько 3 годин, а переслідування — до пізнього вечора. Війська Тевтонського ордену були розгромлені (в тому числі загинули великий магістр ордену, маршал, великий комтур, комтури, понад 200 орденських «братів»).

Розташування військ перед битвою

Відступ литовського війська

Атака польсько-литовських військ з правого флангу

Польська важка кавалерія проривається всередину тевтонських сил

## Наслідки битви
Перемога союзницьких військ у Грюнвальдський битві підірвала військову могутність Тевтонського ордену й припинила експансію його лицарів на схід. 1 лютого 1411 року було підписано Торунський мир, за яким орден повертав на користь Литви Жемайтію, а Добжинську землю — на користь Польщі, також сплачував контрибуцію.
З історичних джерел відомий український лицар, який прославився своїми героїчними вчинками при Грюнвальді — Іванко Сушик з Романова, що під сучасним Львовом: 17 липня 1410 року він дістав у володіння від короля Ягайла-Владислава, «спадкового володаря Русі», два села — «Баришовка і Верхній Зубов у землі Галицькій» за те, що пролив кров у Грюнвальдській битві. У 2005 році випущена поштова марка України в серії «Історія війська в Україні» із зображенням лицаря Івана Сушика. Прославився в битві захопленням ворожої хоругви, загін Бартоша Головацького з Теребовлі, за що останній отримав привілей від короля Ягайла на право розбудови міста на лівому березі річки Гнізна та звільнення від податків. Пан Фредр з Плешовець в нагороду за подвиги у війні з Орденом отримав від володаря Ягайла кілька сіл під Кам'янцем (Суржу, Кадиївці та Фридрівці) із забов'язанням — і далі воювати на поклик короля «cum una hasta et duobus balistrariis», тобто зі списом та двома стрільцями. З числа земських хоругов король Ягайло особливо відзначив Холмську. На честь її подвигів в місті Холм 1417 року було засновано храм в ім'я Розіслання Св. Апостолів — адже саме в день цього свята відбулася битва під Грюнвальдом.

## Грюнвальдська битва в сучасній культурі
Битву детально описав у своєму романі «Хрестоносці» (1897—1900) польський письменник Генрик Сенкевич. 1960 року вийшов фільм за мотивами роману, режисер — Олександр Форд,166 хв. Опис битви та участі в ній воїнів-русинів можна знайти у книзі білоруського письменника Костянтина Тарасова «Погоня на Грюнвальд». У квітні 2012 року репрезентовано батальне полотно Артура Орльонова «Галицькі хоругви у Грюнвальдській битві 15 липня 1410 року». Нині щороку під Грюнвальдом відбувається інсценізація битви, у якій беруть участь реконструктори з багатьох країн Європи, в тому числі з України. Постійним учасником інсценізації є Подільська хоругва, сформована реконструкторами з Польщі. Під час святкування 600-ліття битви 2010 року на поле вийшла Галицька хоругва, у якій були представлені реконструктори з України (Київ, Харків) та Росії.

## Вшанування пам'яті
В Івано-Франківську, Львові, Дрогобичі є вулиця Грюнвальдська, названа на честь перемоги під Грюнвальдом.
З 2008 року у Білорусі відбувається Наш Грюнвальд — щорічний міжнародний фестиваль військово-історичної реконструкції, присвячений військовій та світській культурі середньовіччя 12-16 ст.
14 липня 2010 року Національний банк України увів до обігу срібну ювілейну монету, присвячену 600-річчю Грюнвальдської битви.
2010 року Галицька хоругва відтворена українцями у щорічній інсценізації Грюнвальдської битви завдяки учасникам реконструкторських клубів міст Києва та Харкова. З 2014 року у інсценізації Грюнвальдської битви Львівська Хоругва відтворена українцями та постійно представлена на щорічній інсценізації Bitwa pod Grunwaldem [Архівовано 21 лютого 2021 у Wayback Machine.] завдяки зусиллям учасників Лицарський орден Паладинів після трирічних перемовин із польською владою та історичним товариством.
З 2015 року з ініціативи Міністерства оборони України було випущено в друк серію плакатів «Воїн» з метою популяризації української історії у військових частинах. Серед плакатів стародавніїх воїнів є плакат із зображенням лицаря Львівської хоругви часів Грюнвальдської битви.

## Фальсифікація історії
У 2014 році Російське військово-історичне товариство встановило, що дата «15 липня — це пам'ятна дата військової історії Росії». І що «російські війська і їхні союзники здобули перемогу над німецькими лицарями в Грюнвальдській битві», хоча Московське князівство не мало жодного стосунку не тільки до перемоги в Грюнвальдській битві, але й до самої битви.
А в липні 2017 року на вулицях російських міст з'явилися білборди з твердженнями, що перемога в Грюнвальдській битві є пам'ятною датою воєнної історії Росії.